# Fleischer József
Fleischer József (Breznóbánya, 1829. június 22. – Budapest, 1877. május 23.) magyar orvos, tanár.

## Élete
Fleischer József János és Csernák Róza fia volt; nagyatyja, Fleischer Nepomuk János is sebészorvosként dolgozott Breznóbányán mint kamarai sebész működött. Fleischer a négy alsó gimnáziumi osztályt szülővárosában végezte. 1841-ben Esztergomba ment, ahol megismételte a negyedik osztályt, hogy a magyar nyelvet alaposabban elsajátítsa. Az ötödik osztályt Miskolcon, a hatodikat Egerben és a hetediket Vácon végezte, ezt követően 1847-ben Pesten kezdte meg tanulmányait. A szabadságharc kitörésekor, az előadások szünetelése miatt visszatért szülővárosába, ahol súlyos betegségen esett át. Alighogy felépült betegségéből, önkéntes honvédként belépett a 49. zászlóaljba lépett és tizedesi rangot kapott.
Az ácsi csata után a komáromi kórházba helyezték át; a kapituláció után visszatért Breznóbányára, és itt tartózkodott az egyetemi előadások megkezdéséig időzött. Orvosi tanulmányait befejezve, a pesti gyermekkórházban lett szigorló; 1853. május 1-jén segédnek nevezték ki a Rókus kórház Kovács Sebestyén Endre vezetése alatt álló első sebészeti osztályára. Június 13-án orvosdoktorrá avatták, október 1-jén mint alorvos lépett át Krick Rezső belgyógyászati osztályára, de itt csak 20 napot töltött, mert időközben Gebhardt egyetemi tanár belgyógyászati osztályán asszisztensi állást kapott. 1854 áprilisában az egyetem szülészeti kórházába helyezték át; itt tanársegédként dolgozott, először Birly Flórián és ennek halála után Semmelweis Ignác mellett. Az egyetemi tanév végével több ízben Bécsbe utazott, ahol a kórházak látogatására fordította egész idejét; különösen sokszor járt Braun Gusztáv nőgyógyászati osztályán, szakmája sebészi részének elsajátítása és a kellő kézügyesség megszerzése céljából.
1857-ben, tanársegédi idejének leteltével, a magángyakorlatba lépett. 1867-ben a pesti egyetemen mint a szülészeti műtéttan magántanára habilitált és ebben az évben az országos közegészségügyi tanács rendkívüli tagjává választotta, s pénztárnoka lett a budapesti orvosegyletnek. 1869-ben dr. Walla főorvos halála után a Rókus kórház nőgyógyászati osztályán ennek helyettesítésével bízták meg, néhány hóval később a fővárosi közgyűlés az  osztály főorvosává választotta. Az osztályán bevezetett korszerű antiszeptikus eljárás meglepte a kórházat megtekintő külföldi orvosokat is.

## Művei
- Szülészet. Kézikönyvül a bábák számára. Pest, 1857.
- Az alsóbb szülészet tankönyve bábák számára. Pest, 1869. (35 fametszettel.)

Orvosi cikkei a következő lapokban jelentek meg: Wiener med. Wochenschrift, Orvosi hetilap, Gyógyászat, Nő- és Gyermekgyógyász.